# Illes del Mar de la Xina Meridional

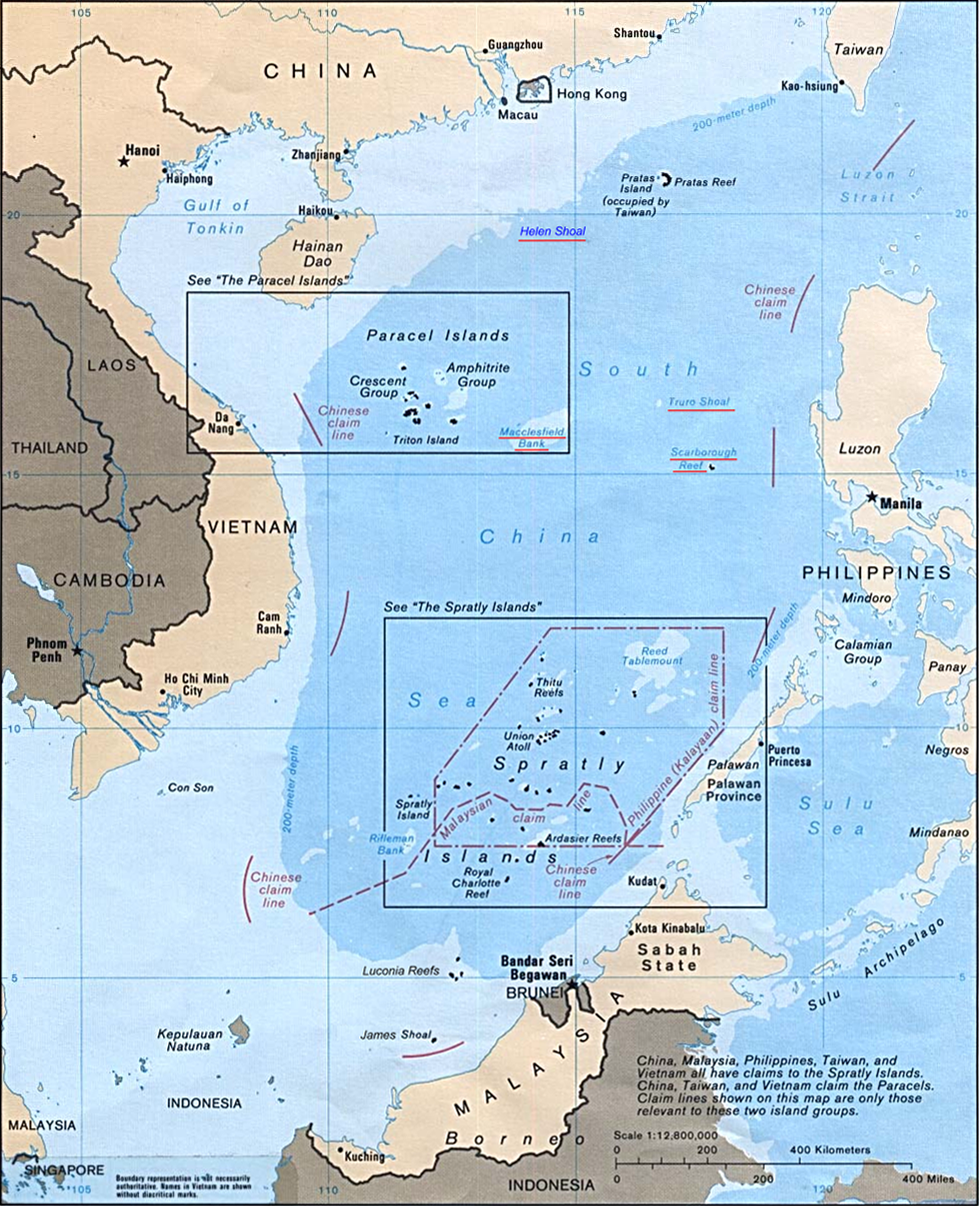
Mar de la Xina Meridional

Les Illes del Mar de la Xina Meridional (en anglès:South China Sea Islands) comprenen unes 250 illes, atols esculls i altres superfícies emergides situades al Mar de la Xina Meridional, la majoria no estan habitades i moltes estan sota l'aigua durant la marea alta, mentre algunes estan submergides permanentment. S'agrupen en tres arxipèlags:
- Les Illes Spratly, disputades entre la República Popular de la Xina, la República de la Xina i Vietnam, mentre que Malàisia, Brunei i les Filipines reclamen part de l'arxipèlag.[1]
- Les Illes Paracel, disputades entre la República Popular de la Xina, la República de la Xina i Vietnam.[2]
- Les Illes Pratas, disputades entre la República Popular de la Xina i la República de la Xina.
- El Macclesfield Bank, disputades entre la República Popular de la Xina, la República de la Xina i les Filipines.
- El Scarborough Shoal, disputades entre la República Popular de la Xina, la República de la Xina i les Filipines.

Hi ha dipòsits de minerals, gas i petroli a aquestes illes i sota el mar, també abunda la pesca i la vegetació. El seu control pot portar a un enfrontament bèl·lic.

## Història
Els països amb més activitat al Mar de la Xina Meridional han estat la Xina i el Vietnam.
Durant el segle xix com a part de l'ocupació francesa d'Indoxina, França reclamà el control de les Illes Spratly fins a la dècada de 1930, quan va intercanviar-ne algunes amb el Regne Unit. Durant la Segona Guerra Mundial aquestes illes van ser annexades al Japó.
La República Popular de la Xina, fundada l'any 1949, reclamà aquestes illes com a part de la província de Cantó (Guangdong), i més tard de la regió administrativa especial de Hainan.

## Reclamacions i control

Reclamacions marítimes al Mar de la Xina Meridional

La República de la Xina (RdX) donà nom a 132 de les illes del Mar de la Xina Meridional el 1932 i 1935. El 1933, el govern de la RdX protestà oficialment per l'ocupació francesa de l'illa Taiping. Després de la Segona Guerra Mundial el govern de RdX ocupà les illes abans controlades pels japonesos.

## Geografia
El llit marí conté granit paleozoic i mesozoic i roques metamòrfiques. L'ona abissal és causada per la formació de l'Himàlaia durant el Cenozoic. Excepte una illa volcànica la resta són fetes d'escull de corall.